# Jerald M. Jordan
Jerald M. Jordan (7 juillet 1927 à Roseville dans le Michigan –  26 mars 2008 dans le Comté d'Anne Arundel situé dans le Maryland) est 5e président du Comité international des sports des sourds (CISS). Il est le premier président du Comité international des sports des sourds et premier sourd à recevoir l'Ordre olympique (en argent) du Comité international olympique, en 1995.

## Biographie
Jerald est né entendant le 7 juillet 1927 à Roseville, dans le Michigan aux États-Unis. Il devient sourd à l'âge de sept ans à la suite d'une méningite. Il a étudié à Gallaudet Collège et il est diplômé en 1948. Il travaille pendant 11 ans dans les journaux. Et puis il retourne à l'Université Gallaudet pour enseigner les sciences en 1959 et les mathématiques en 1961. À la fin des années 1950, il est un d'onze sourds Gallaudet Eleven. Jerald était le président de l'Association Américaine sportive des sourds (aujourd'hui: USA Deaf Sports Federation (USADSF)) et il est présidé les Deaflympics d'été de 1965 à Washington DC aux États-Unis. Jerald est élu en membre du comité exécutif du Comité international des sports des sourds en 1967. Il est devenu le 5e président du Comité international des sports des sourds en 1971 et il s'en occupe pour 24 ans, jusqu'à 1995. Il est en retraite depuis 1991 et a reçu un doctorat honorifique de l'université Gallaudet en 1994. Jerald recevoit l'Ordre olympique en Argent en 1995 par le Comité international olympique. Il meurt chez lui le 26 mars 2008 à 80 ans après avoir lutté un an contre un cancer du poumon.
Il existe aujourd'hui un prix : JERALD M. JORDAN PRIZE,.

## Distinctions et récompenses
- Médaille d'honneur en argent de Deaflympics en 1965[8]
- Prix Edward Miner Gallaudet Award par l'Université Gallaudet en 1984[9]
- Médaille d'honneur en or de Deaflympics en 1987[8]
- Diplôme d'honneur de l'Université Gallaudet en 1994[10]
- Ordre olympique en Argent en 1995[11]
- Membre honoraire à vie du Comité international des sports des sourds depuis 1995[12].